# High Water (For Charley Patton)
"High Water (For Charley Patton)" es una canción del músico estadounidense Bob Dylan publicada en su trigésimo primer álbum de estudio, "Love and Theft", en 2001. 
La canción toma su título del tema de Charley Patton "High Water Rising", basada, al igual que otras canciones de la cultura folk americana, en la inundación que tuvo lugar en Luisiana en 1927. Otras canciones que relatan la catástrofe son "When the Levee Breaks", de Memphis Minnie (posteriormente grabada por Led Zeppelin e incluso el propio Bob Dylan para su álbum Modern Times) y "Louisiana 1927", de Randy Newman.
"High Water (For Charley Patton)" toma prestados versos de dos canciones clásicas en los últimos versos. La primera, la tradicional "The Cuckoo", es referida en la canción en el verso:

"The cuckoo is a pretty bird / She warbles as she flies."

Lo que puede traducirse por:

"El cuco es un pájaro precioso / Gorjea mientras vuela."

El otro tema referido en la canción es "Dust My Broom", de Robert Johnson, con la línea:

"I'm getting up in the morning / I believe I'll dust my broom."

Lo cual puede traducirse al español como:

"Me levanto por la mañana / A lo mejor le quito el polvo a mi escoba."